# Diptych (orkeststuk)
Diptych (tweeluik) is een werk voor orkest, het werd gecomponeerd door Julian Anderson in 1989-1990.

## Gegevens
Het werk bestaat uit de delen:
1. Parades
2. Pavillions en l'air

De uitvoering duurt ongeveer 20 minuten. Anderson heeft met deze compositie in 1991 een prijs gewonnen: The Royal Philharmonic Society Prize for Young Composers. De compositie is opgedragen aan collegacomponist Per Norgård.
De compositie kwam tot stand nog in de tijd dat Anderson in de leer was. Dat is waarschijnlijk ook de reden dat het werk pas op 22 april 1995 officieel in première ging. Oliver Knussen leidde toen het BBC Symphony Orchestra.

## Opbouw compositie
Parades begint nogal onvoorspelbaar en wisselvallig; dit mondt uit in een heftig samenspel en een steeds dichtere muziekdichtheid; echter na verloop van tijd begint de muziek uit te dunnen en valt terug op een basisakkoord. Zware percussie onder hoge strijkers aan het begin van deel twee luidt een aantal lange elkaar overlappende harmonieuse secties aan.
Het materiaal uit deel 1 komt nu in gestructureerde vorm terug. Het lijkt er daarbij op dat de muziek in deel 2 na de ingreep van percussie wel wil terugkeren naar de chaos van deel 1, maar niet meer op gang komt. Het werk sluit met begin van deel 1, maar dan in verstilde vorm.
Bij het beluisteren van de compositie heb je het idee op een hete zomeravond beland te zijn; van alle kanten komen geluiden op je af; natuurlijke en menselijke geluiden dringen zich aan je op. Dan betrekt het; een stevig wolkendek zorgt dat alles gedempt wordt; zowel natuur als mens trekt zich terug. Het dondert in de verte (zware percussie), maar de bui trekt over; het begint langzaam op te klaren in een klamme omgeving; maar voordat alles weer in alle drukte terugkeert treedt de nacht in.